# Amine Boutrah
Amine Boutrah (Porto Vecchio, 26 ottobre 2000) è un calciatore francese, centrocampista del Bastia.

## Caratteristiche tecniche
Boutrah gioca principalmente come centrocampista offensivo.

## Career
Boutrah è nativo di Porto Vecchio, in Corsica.
Nel 2021 ha firmato per il club francese di terza divisione del Concarneau.
Nel 2023, ha firmato per il club di prima divisione olandese del Vitesse; dopo aver giocato 4 partite di campionato passa a titolo definitivo al Bastia.

## Statistiche

### Presenze e reti nei club
Statistiche aggiornate al 19 settembre 2023.
| Stagione        | Squadra         | Campionato      | Campionato | Campionato | Coppe nazionali | Coppe nazionali | Coppe nazionali | Coppe continentali | Coppe continentali | Coppe continentali | Altre coppe | Altre coppe | Altre coppe | Totale | Totale | Totale |
| Stagione        | Squadra         | Comp            | Pres       | Reti       | Comp            | Pres            | Reti            | Comp               | Pres               | Reti               | Comp        | Pres        | Reti        | Pres   | Reti   |        |
| --------------- | --------------- | --------------- | ---------- | ---------- | --------------- | --------------- | --------------- | ------------------ | ------------------ | ------------------ | ----------- | ----------- | ----------- | ------ | ------ | ------ |
| 2017-2018       | Bastia          | NAT3            | 9          | 2          | CF              | 0               | 0               |                    | -                  | -                  |             | -           | -           | 9      | 2      |        |
| 2018-2019       | Bastia          | NAT3            | 5          | 2          | CF              | 1               | 0               |                    | -                  | -                  |             | -           | -           | 6      | 2      |        |
| 2019-2020       | Lucciana        | NAT2            | 16         | 6          | CF              | 0               | 0               |                    | -                  | -                  |             | -           | -           | 16     | 6      |        |
| 2020-2021       | Lucciana        | NAT3            | 4          | 2          | CF              | 0               | 0               |                    | -                  | -                  |             | -           | -           | 4      | 2      |        |
| 2021-2022       | Concarneau      | NAT3            | 31         | 2          | CF              | 0               | 0               |                    | -                  | -                  |             | -           | -           | 31     | 2      |        |
| 2022-2023       | Concarneau      | CN              | 32         | 11         | CF              | 1               | 0               |                    | -                  | -                  |             | -           | -           | 33     | 11     |        |
| 2023-2024       | Vitesse         | ED              | 4          | 0          | CO              | 0               | 0               |                    | -                  | -                  |             | -           | -           | 4      | 0      |        |
| Totale carriera | Totale carriera | Totale carriera | 101        | 25         |                 | 2               | 0               |                    | -                  | -                  |             | -           | -           | 103    | 25     |        |

## Palmarès

### Club

#### Competizioni nazionali
- Championnat National: 1

Concarneau: 2022-2023